# Енч
Енч (мађ. Encs) град је у Мађарској. Енч је један од важнијих градова у оквиру жупаније Боршод-Абауј-Земплен.
Енч је имао 7.052 становника према подацима из 2001. године.

## Географија
Град Енч се налази у североисточном делу Мађарске. Од престонице Будимпеште град је удаљен око 215 километара североисточно. Град се налази у крајње североисточном делу Панонске низије, на реци Хернад. Надморска висина града је око 140 m.

## Партнерски градови
- Бад Диренберг
- Молдава над Бодву
- Кемпно
- Ghelința